# Барчево
Барчево (пољ. Barczewo) је град у Пољској у Варминско-мазуријском војводству, и средиште истоимене општине.

## Име
Немачки назив града („Вартенбург“) води порекло од града Вартенбурга (Елба). После Другог светског рата, град је припао  Пољској. Комисија за утврђивање назива места одлучила је да промени назив града. Накратко је назван Нововиејск, по локалном композитору Феликсу Нововиејском, септембра 1946. У децембру те године Комисија се определила за друго име, Барцзево, у част пољског националног активисте који се борио против пруског угњетавања Пољака, Валентија Барчевског (1865–1928).

## Општи подаци
- Број становника: 7 502 (31.12. 2003)
- Поштански код: 11-010
- Телефонски код: 0-89

У граду постоји ситна индустрија дрвета, метала, хемијска, сукнарска и прехрамбена. Кроз град протиче регионали пут број 16 Груђондз - Аугустов.

## Историја
Барчево је добило статус града 4. јула 1364. од бискупа. Године 1440. град се придружио Пруској конфедерацији, на чији захтев је пољски краљ Казимир IV Јагелонац 1454. потписао акт о инкорпорацији региона Краљевини Пољској. Године 1466, након Другог Торуњског мира, град је потврђен као део Краљевине Пољске.
Према немачким статистикама, Пољаци су чинили 72% становништва 1825. године и 62% 1861. године; Герард Лабуда и Аугуст фон Хактхаусен наводе број од 1500 Пољака и 590 Немаца који су живели у граду 1825. године.
Локални манастир је секуларизован 1810. године, 1819/1820. године пруске власти су одлучиле да затворе манастир који је описан као „упориште Пољске“. После смрти оца Тибурчуша Бојаржиновског, последњег старешине манастира, 1834. године претворен је у државни затвор. Према Војцеху Зендеровском ово је био део пруске репресије против Пољака, јер је манастир био посебно проблематичан за пруске власти пошто је био центар пољског отпора.
Јеврејска синагога је изграђена 1847. године, а постоји и јеврејско гробље из 19. века. Током Јануарског устанка 1860. у руској подели Пољске, град је био локални центар снабдевања пољских побуњеника лековима, храном, па чак и ватреним оружјем, док је пољско друштво у граду постало активно у ратним напорима а предводио их је Аугуст Соколовски. Пољаци су 1885. године организовали масовни митинг, тражећи између осталих да се пољској деци дозволи да користе свој језик у образовању. Године 1886. у граду је отворена књижара са пољским књигама и публикацијама и дошла је у сукоб са немачким властима које су желеле је да уклоне знакове на пољском језику.
1920. године 3.020 становника гласало је за останак у Источној Пруској, 140 гласова подржало је препорођену Пољску. Током Другог светског рата, Немци су управљали нацистичким затвором у граду, са неколико подлогора за присилни рад у региону, укључујући и један у самом граду.

## Демографија
| 2012. |
| ----- |
| 7.320 |